# 夏弗納集團
夏弗納集團（Schaffner Group，SIX：SAHN）是一個以電磁兼容及電力品質為主要服務的國際公司，成立於1962年，總部在瑞士索洛圖恩州的Luterbach，是瑞士證券交易所的上市公司之一，也是瑞士績效指數（Swiss Performance Index）的成份股之一。
夏弗納集團的產品包括電源濾波器、諧波濾波器、變壓器、電抗器等標準化及客製化的零件及模組，以及包括無鎖匙鎖定系統、胎壓偵測系統及油電動力等的車用整合方案。夏弗納集團也可進行有關電磁干擾（EMI）及電磁耐受性（EMS）的相關認證測試。

## 歷史
夏弗納集團是由專長在電磁兼容領域的漢斯·夏弗納在1962年成立，第一個產品是散熱片、電子繼電器及加油站的流量量測裝置。
夏弗納集團在1975年在法國成立一家子公司，在1978年及1981年陸續擴展到德國及美國。在1981年漢斯·夏弗納將公司賣給位在蘇黎世的Elektrowatt公司，在1990年代繼續在世界各地擴展其業務，並在1998年於瑞士證券交易所上市。

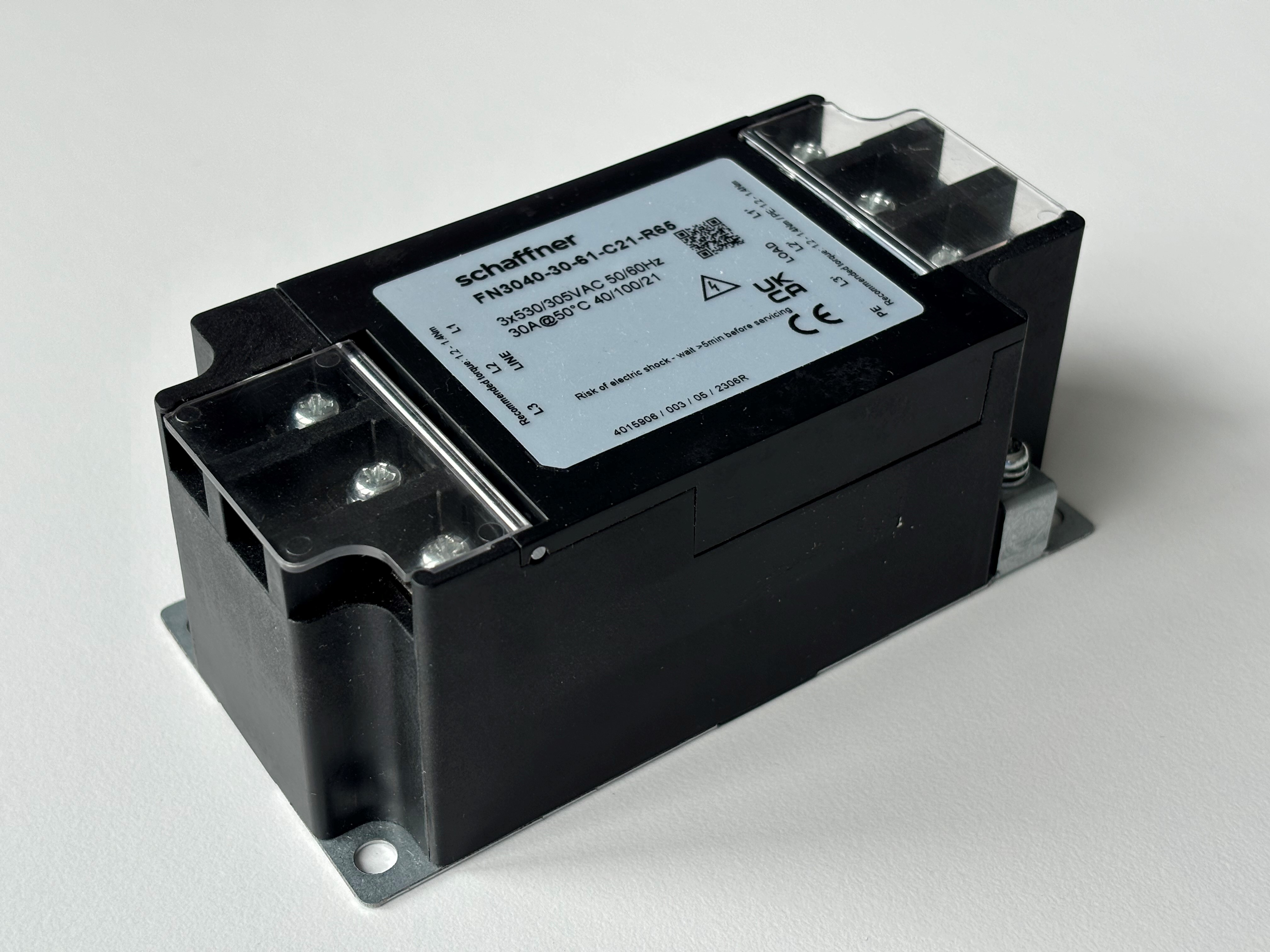
夏弗納的EMI濾波器

## 外部連結
- Schaffner Group
- 夏弗纳中国